# Alberdi
Alberdi è una città del Paraguay, nel dipartimento di Ñeembucú, situata sulla riva sinistra del fiume Paraguay di fronte alla città argentina di Formosa.

## Popolazione
Al censimento del 2002 la località contava una popolazione urbana di 5.999 abitanti (7.283 nel distretto).

## Caratteristiche
Fondata con il nome di Villa Franca Nueva, prese il suo attuale nome in occasione del centenario della nascita dello scrittore argentino Juan Bautista Alberdi, che aveva preso posizione in favore del Paraguay (e quindi si era opposto alla politica del suo paese) durante la Guerra della triplice alleanza.

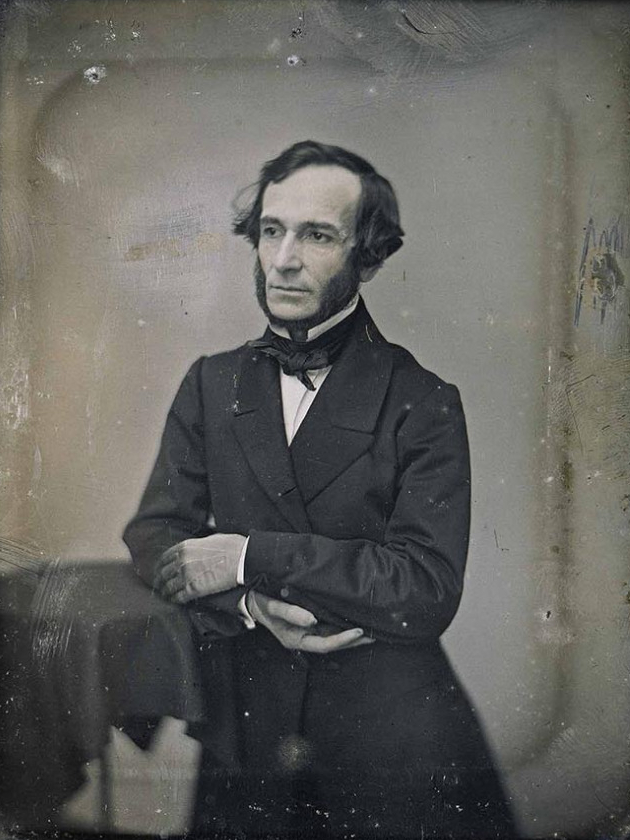
Juan Bautista Alberdi

La città è soggetta alle numerose inondazioni provacate dalle periodiche piene del fiume Paraguay.

## Economia
La posizione geografica della città ha sviluppato particolarmente il settore del commercio: gli abitanti della città di Formosa approfittano del cambio favorevole e dei prezzi più bassi per attraversare in imbarcazione il fiume e fare compere ad Alberdi.

## Infrastrutture e trasporti
L'isolamento dal resto del Paraguay è il problema principale della città, che attualmente è raggiungibile da Pilar solo attraverso una strada sterrata.